# Al-Naser Airlines
Al-Naser Airlines (Arabisch: الناصر للطيران, an-Nāṣir li-ṭ-Ṭayarān) was een Iraakse luchtvaartmaatschappij. De luchtvaartmaatschappij is opgericht in 2009. Al-Naser Airlines had haar hub op Baghdad International Airport.

## Bestemmingen

### Azië
- Irak

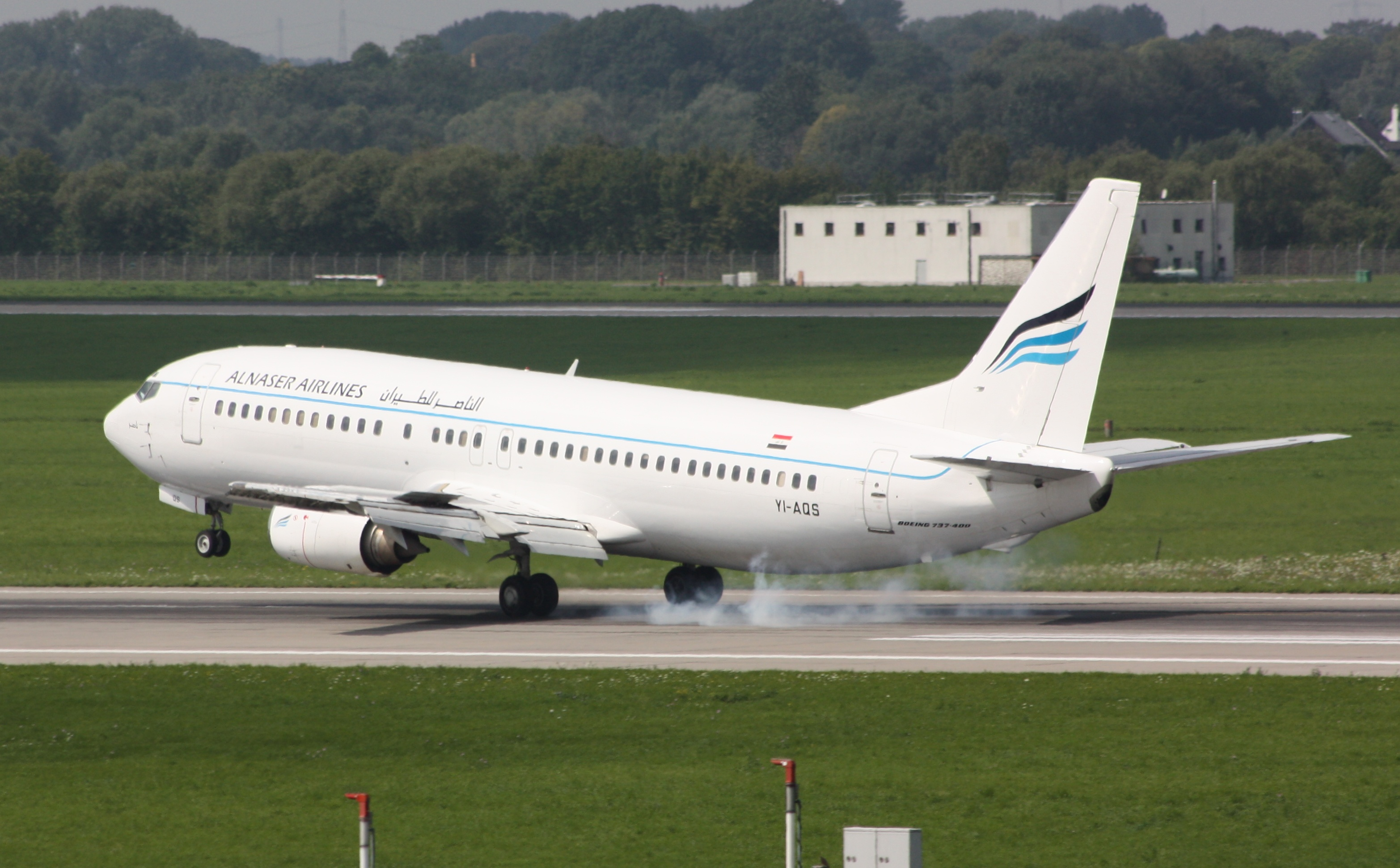
YI-AQS

  - Bagdad - Internationale Luchthaven Baghdad Base
  - Erbil - Internationale Luchthaven Erbil (gepland) [1]
  - Najaf - Al Najaf International Airport
  - Suleimaniya - Internationale Luchthaven Suleimaniya (gepland) [1]
- Koeweit
  - Koeweit-Stad - Kuwait International Airport

### Europa
- Duitsland
  - Frankfurt - Frankfurt Airport (gepland) [1]
- Zweden
  - Malmö - Malmo Airport (gepland) [1]
  - Stockholm - Stockholm-Arlanda Airport (gepland) [1]
- Verenigd Koninkrijk
  - Londen - London Gatwick Airport (gepland) [1]

## Vloot
| Toestel        | In Dienst | Bestellingen | Opties | Passengers | Passengers | Passengers | Notes                           |
| Toestel        | In Dienst | Bestellingen | Opties | C          | Y          | Totaal     | Notes                           |
| -------------- | --------- | ------------ | ------ | ---------- | ---------- | ---------- | ------------------------------- |
| Boeing 727-200 | 1         | 0            | 0      | -          | -          | -          |                                 |
| Boeing 737-200 | 2         | 0            | 0      | -          | -          | -          |                                 |
| Boeing 737-400 | 1         | 0            | 0      | -          | -          | -          |                                 |
| Boeing 767-200 | 1         | 0            | 0      | -          | -          | -          |                                 |
| Total          | 5         | 0            | 0      |            |            |            | Laatste update: 23 oktober 2010 |